# Акопян, Рубен Карапетович
Рубен Карапетович Акопян (арм. Ռուբիկ Կարապետի Հակոբյան, 17 декабря 1955 — Нор-Баязетский район) — армянский политический и государственный деятель, дипломат.
- 1983 — окончил Ленинградский государственный университет. журналист. филолог.
- 1972—1974 — рабочий на ПО «Диполь» в селе Камо.
- 1974—1976 — служил в советской армии.
- 1984—1990 — был начальником отдела экономической пропаганды главной редакции телепрограмм Гостелерадио Армении.
- 1990—1995 — депутат Гаварского горсовета, а позже депутат верховного совета, член постоянной комиссии по вопросам информатизации.
- 1994—1995 — член конституционной комиссии верховного совета Армении.
- 1995—1999 — был депутатом парламента. Член постоянной комиссии по вопросам науки, образования и молодёжи. Председатель партии «АРФД».
- 30 мая 1999 — вновь избран депутатом парламента. Член постоянной комиссии по государственно-правовым вопросам. Член «АРФД».
- 2000—2008 — генеральный консул Армении в Санкт-Петербурге.
- 2008—2012 — директор Центра политического анализа «Акунк».
- 6 мая 2012 года  — избран депутатом Национального собрания Армении по пропорциональной избирательной системе от партии «Наследие».

## Награды
- Медаль «За укрепление парламентского сотрудничества» (24 ноября 2016 года, Межпарламентская ассамблея СНГ) — за особый вклад в развитие парламентаризма, укрепление демократии, обеспечение прав и свобод граждан в государствах — участниках Содружества Независимых Государств[1].
- Медаль «МПА СНГ. 25 лет» (27 марта 2017 года, Межпарламентская ассамблея СНГ) — за заслуги в деле развития и укрепления парламентаризма, за вклад в развитие и совершенствование правовых основ функционирования Содружества Независимых Государств, укрепление международных связей и межпарламентского сотрудничества[2].